# Kowloon Motor Bus
Kowloon Motor Bus, kurz KMB (chinesisch 九龍巴士(一九三三)有限公司 / 九龙巴士(一九三三)有限公司, kurz: 九巴) ist das größte Busunternehmen in Hongkong und betreibt dort knapp 400 Linien.

## Geschichte

### Gründung
Das Unternehmen The Kowloon Motor Bus Company (1933) Limited wurde im Mai 1933 gegründet, nachdem die Behörden Hongkongs einige Konzessionen für den Betrieb von Buslinien neu vergeben hatten und ein gemeinsames Angebot der Vorgängerunternehmen China Motor Bus Company und der alten Kowloon Motor Bus Company den Zuschlag gewonnen hat. China Motor Bus hatte zuvor seit 1924 bereits 15 Busse in Kowloon betrieben, Kowloon Motor Bus 9 Busse zwischen Tsim Sha Tsui (Fähranleger) und Sham Shui Po.
Die neue KMB übernahm ab dem 11. Juni 1933 für zunächst 15 Jahre elf zusätzliche Linien in Kowloon und den New Territories und hatte dazu ihre Flotte auf ca. 110 Busse aufgestockt. Es fiel dem Unternehmen jedoch zuweilen schwer, die Vorgaben der Regierung einzuhalten. Bereits vier Monate nach Betriebsaufnahme wurde es zu einer Geldbuße verurteilt, weil es den vorgegebenen Fahrplan nicht einhalten konnte. Seit 1938 häuften sich die Beschwerden über das Busangebot in den Zeitungen. Insbesondere wurden Überfüllung der Fahrzeuge, geringer Takt und Verspätungen kritisiert. Eine weitere Voraussetzung der Lizenznahme war, ausschließlich im Vereinigten Königreich hergestellte Busmodelle zu verwenden.

### Kriege
Zu Beginn der 1940er-Jahre wurde dies wegen des Zweiten Weltkriegs zunehmend schwerer, da die Bushersteller nicht mehr ordnungsgemäß arbeiten konnten und die Busse kaum nach Hongkong verschifft werden konnten. Die Vorschläge der KMB, übergangsweise Busse aus den USA zu importieren oder vorhandene Fahrzeuge zu Doppelstock-Bussen auszubauen, wurden abgelehnt. Seit der japanischen Besetzung im Winter 1941 konnte der Busverkehr nicht aufrechterhalten werden; die japanische Armee beschlagnahmte oder zerstörte auch einige Busse. Die Besatzer gründeten und lizenzierten ein neues Busunternehmen – Hong Kong Motor Transport Co. – und betrieben vier Linien. Nachdem die japanische Besatzung 1945 beendet war, bat die Regierung unter General Cecil Harcourt KMB, den Busverkehr möglichst schnell wieder aufzunehmen. Aufgrund der starken Beschädigungen war dies allerdings nur sehr eingeschränkt zwischen dem Anleger in Tsim Sha Tsui, der Kirche St. Teresa und der Prince Edward Road möglich.
1948 schaffte KMB schließlich den ersten Doppeldecker-Bus an, einen Daimler A, und nutzte wenige Monate später vier Busse dieses Typs auf der Linie 1 von Tsim Sha Tsui nach Kowloon City. Die Doppelstöcker-Flotte umfasste 1950 bereits 75 Fahrzeuge gegenüber ca. 125 einfachen Bussen.

### Geografische Ausbreitung
Seit 1953 plante die Verwaltung Hongkongs die Errichtung von Satellitenstädten – sogenannte New Towns (新市鎮) – in der Peripherie, um mehr Wohnraum zu schaffen und somit dem Bevölkerungswachstum gerecht zu werden. Der Busverkehr in diese Gebiete musste ausgebaut werden, und KMB konnte weitere Linien betreiben. Mehrere Linien kamen im Bereich Tsuen Wan hinzu, es wurden Busbahnhöfe errichtet und Linien neu ausgerichtet. Obwohl die Regierung plante, möglichst den Binnenverkehr zu stärken und die Menschen zu motivieren, in den Satellitenstädten zu wohnen und zu arbeiten, mussten noch etliche Fahrten zwischen den Satellitenstädten und den bisherigen urbanen Gebieten in Kowloon und Hong Kong Island aufrechterhalten werden.
1961 ging KMB an die Börse und betrieb zwei Jahre später 62 Linien, darunter 25 in den New Territories und 36 in Kowloon sowie eine Linie auf Lantau Island. Die Flotte bestand aus 425 Doppeldecker-Bussen und 433 einfachen Bussen. Die Fahrleistung betrug rund 3,96 Mio. Meilen bei ca. 1,41 Mio. Fahrgästen täglich. Mit zunehmendem wirtschaftlichem Wachstum waren die Menschen zunehmend bereit, den Bus zu nutzen, statt zu laufen. Während der Unruhen von 1967 kündigten viele Beschäftigte von KMB ihren Job. Auch viele Busse wurden zerstört, sodass am Ende nur sechs Linien in Kowloon und fünf in den New Territories betrieben werden konnten. Zur Aufrechterhaltung des Busverkehrs waren teilweise Polizeieinsätze notwendig.

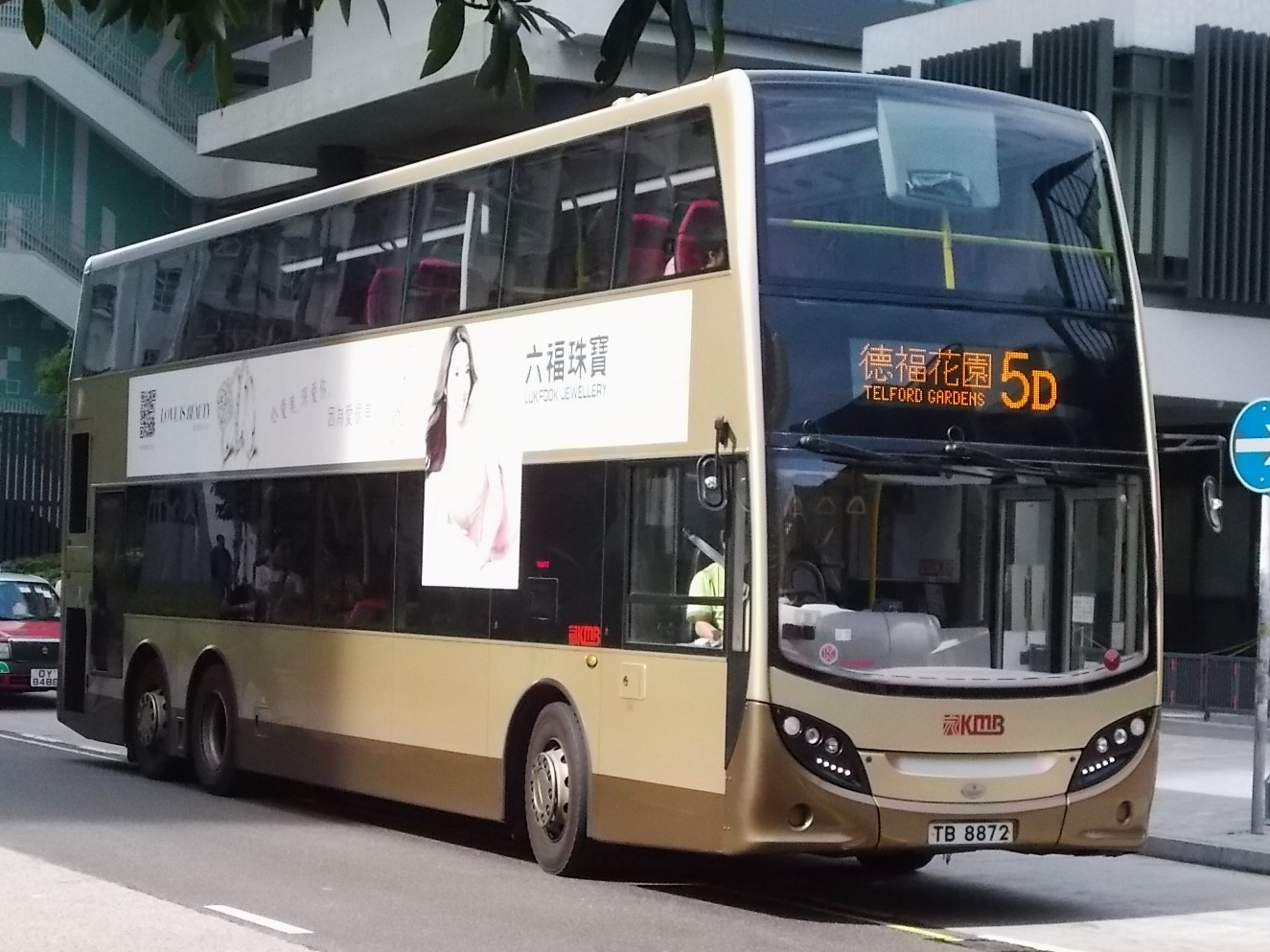
Moderner KMB-Doppeldeckerbus
Alexander Dennis Enviro500

Ein wichtiger Zeitpunkt für Kowloon Motor Bus war die Eröffnung des Cross-Harbour Tunnels im Jahr 1972. Erstmals war eine direkte Busverbindung von Kowloon nach Hong Kong Island möglich, und die Passagiere mussten nicht auf die Star Ferry umsteigen. KMB betrieb hier zunächst 3 Linien, ab dem Folgejahr 4 und 1977 bereits 11. Mit der Eröffnung der Mass Transit Railway 1979 und der Straßenbahn in Yuen Long und Tuen Mun im Jahr 1988 wurden in diesen Bereichen mehrere KMB-Linien eingestellt. Der Bus war den Bahnen nun als Verkehrsmittel nachgeordnet, die Politik verfolgte die Devise „Schiene zuerst“. Um mit der Schiene konkurrenzfähig zu bleiben, wurde die Zahl der Expressbusse zwischen dem ländlichen und dem urbanen Raum erhöht, 1996 gab es 25 Linien. Nachdem auch der Eastern Harbour Crossing 1989 fertig gestellt wurde, erhöhte sich zudem die Linienzahl mit Hafenquerung von 10 (1975) auf 55 (1996).
Heute betreibt die KMB rund 400 Linien in allen Gebieten Hongkongs. Auf den meisten Linien ist die Strecke in verschiedene Abschnitte aufgeteilt, nach denen sich der zu zahlende Tarif richtet. Der entsprechende Betrag kann passend bar bezahlt werden, beliebter ist allerdings der Einsatz der Octopus-Karte, einer Guthabenkarte. Unter bestimmten Voraussetzungen (wie Vor-/Nachlauf auf bestimmten Linien) wird bei Nutzung der Karte ein Rabatt gewährt.
Im Februar 2018 verursachte ein KMB-Fahrer bei Tai Po einen der schwersten Verkehrsunfälle der jüngeren Hongkonger Geschichte. Es kamen 19 Menschen ums Leben.

## Routen
Die Routen 200–299 bedeuteten früher Deluxe-Busdienste, die von der KMB angeboten wurden (ähnlich dem unten gezeigten P-Präfix), und in den 1990er-Jahren boten alle 2xx-Routen nur klimatisierte Busdienste an. Seit der Abschaffung des letzten unklimatisierten Busses im Jahr 2012 fahren alle Buslinien der KMB mit klimatisierten Bussen, womit diese Zuordnung praktisch an Bedeutung verloren hat. Jetzt wird es für die Premium-Busdienste (P960 und P968) von New Territories nach Hongkong verwendet.

## Busflotte
1975 wurde der erste klimatisierte Bus in Hongkong von KMB in Betrieb genommen. Nach der Erprobung der klimatisierten Doppeldeckerbusse Victory und Jubilant in den frühen 1980er-Jahren wurde KMB der weltweit erste Betreiber solcher Busse. Alle Käufe nach 1995 betrafen klimatisierte Busse. Im Mai 2012 hat KMB seine letzten nicht klimatisierten Busse aus dem Verkehr gezogen.
Die ursprünglichen Lackierungen von KMB waren Kombinationen aus Rot und Creme. In den frühen 1990er-Jahren wurde eine weiß-graue Lackierung für klimatisierte Busse eingeführt, 1997 gefolgt von einer champagnerfarbenen Lackierung. Im Juni 2017 wurde eine rot-silberne Lackierung sowie ein neues Logo (einschließlich „Heartbeat of the City“) eingeführt, das seinen Charakter und seinen chinesischen Slogan fallen lässt und nur die Wortmarke beibehält, jedoch einen dunkleren Rotton aufweist.

## Depot
Ab 2022 verfügt KMB über vier Busdepots und acht Unterbusdepots – darunter Kowloon Bay, Lai Chi Kok, Sha Tin und Yuen Long (jetzt Tuen Mun Depot). Zu den Nebendepots gehören Tseung Kwan O, Yuet Lun Street, Tsing Yi, Tai Po, Sheung Shui, Tuen Mun South, Yuen Long und Tin Shui Wai.